# Добринский район
До́бринский райо́н — административно-территориальная единица (район) и муниципальное образование (муниципальный район) на юго-востоке Липецкой области России.
Административный центр — посёлок Добринка.

## География
Площадь 1680 км². Район граничит с Тамбовской и Воронежской областями, а также с Усманским и Грязинским районами Липецкой области. Площадь района составляет 1667,3 км2  —  7% от территории области.

### Рельеф
Территория  располагается в Центральном плоскоместном физико-географическом регионе и характеризуется ярко выраженными чертами Окско-Донской равнины, представляя собой плоскую, слабо расчлененную равнину, особенностью которой является наличие множественных неглубоких степных западин, или блюдец округлой формы, заросших осиной и ивой.

### Погодно-климатические условия
Климатические условия  соответствуют умеренно континентальному климату средней лесостепи с теплым, умеренно засушливым летом и продолжительной, умеренно холодной зимой. На формирование климата области оказывает влияние рельеф. Средняя годовая температура воздуха +5,1°С, самый холодный месяц - январь -12,8°С, самый теплый - июль +24,9°С (максимальная температура достигает 38,5°С).
Преобладают ветры западных направлений, повторяемость которых составляет 46%. Наиболее часто наблюдается скорость ветра 1-4 м/с (54,4%), ветер скоростью 9 м/с и более - 5%, свыше 15 м/с наблюдается в 0,3% случаев, повторяемость штилей составляет 12%. Наибольшие скорости ветра наблюдаются при западных направлениях, особенно в зимние месяцы, наименьшие - при восточном в теплый период года. В суточном ходе наибольшие скорости ветра наблюдаются в послеполуденные часы, наименьшие - в предутренние. Относительная влажность воздуха в холодный период 81-87%, в теплый 62-66%.

### Почвы
Почвенный покров на 70% представлен типичными черноземами, тучными и средней мощности.

### Водные ресурсы
В гидрогеологическом отношении территория района относится к Окско-Донскому артезианскому бассейну. По его территории протекают реки Байгора,  Лукавка, Чамлык, Плавица, Матрёнка, Битюг .

### Ботанико-географическое районирование
Расположен в лесостепной зоне и в соответствии с ботанико-географическим районированием относится к Усманско-Матырскому району. В прошлом территория характеризовалась широким распространением степей. Сейчас район занят в основном пахотными землями

## История
Район образован 30 июля 1928 года в составе Борисоглебского округа Центрально-Чернозёмной области. Первый районный съезд Советов проходил 8-9 июля 1928 г. В соответствии с Постановлением ВЦИК РСФСР от 16 сентября 1929 г. район вошел в состав Усманского округа ЦЧО.
После ликвидации округов на основании Постановления ЦИК и СНК СССР от 23 июня 1930 г. Добринский район остался в составе ЦЧО. Постановлением Президиума ВЦИК РСФСР от 1 февраля 1933 г. в состав Добринского района были включены Богородский 3-й, Дуровский, Нижне-Матренский, Никольский, Ольховский, Отскоченский, Пушкинский, Салтыковский, Средне-Матренский и Хворостянский сельсоветы ликвидированного Хворостянского района.
В соответствии с постановлением Президиума ВЦИК РСФСР от 13 июня 1934 г. ЦЧО была разделена на Воронежскую и Курскую области, а 31 декабря 1934 г. президиум Воронежского облисполкома принял постановление о разделении Добринского района на два района: Добринский (Новочеркутинский, Средне-Матренский, Верхне-Матренский, Приозерский, Белоносовский, Лебедянский, Березнеговский, Каверинский, Демшинский, Паршиновский, Талицкий, Мазейский, Никольский, Добринский, Сафоновский, Ново-Петровский, Средненский, Александровский, Павловский, Тихвинский сельсоветы) и Хворостянский (Богородицкий 3-й, Дуровский, Хворостянский, Пушкинский, Никольский, Салтычковский, Нижне-Матренский, Ольховский, Отскоченский сельсоветы). 18 января 1935 г. Президиум ВЦИК РСФСР утвердил Добринский район в составе Воронежской области.
21 ноября 1938 года часть территории Добринского района была передана в новый Талицкий район.
С образованием 6 января 1954 г. на основании Указа Президиума Верховного Совета СССР Липецкой области в её состав был включен и Добринский район. В соответствии с Указом Президиума Верховного Совета РСФСР от 4 июля 1956 г. в состав Добринского района вошла территория упраздненного Талицкого района (образован в 1938 г.), Указом Президиума Верховного Совета РСФСР от 21 июня 1960 г. — Никольский, Дубовской, Нижне-Матренский, Пушкинский и Богородицкий 3-й сельсоветы упраздненного Хворостянского района.
Указом Президиума Верховного Совета РСФСР от 1 февраля 1963 г. создан Добринский укрупнённый сельский район, в состав которого вошли полностью территория Добринского района, а также часть территории Грязинского района (Грязинский, Ивановский, Коробовский, Княже-Байгорский, Кузовский, Петровский сельсоветы). В январе 1965 г. район разукрупнён и образован Добринский район.
Решением исполкома Липецкого областного Совета депутатов трудящихся от 31 мая 1967 г. село Добринка, центр Добринского района, отнесено к категории рабочих поселков.
На 11 января 1965 г. в Добринском районе значилось 19 сельсоветов: Березнеговатский, Богородицкий, Верхне-Матренский, Георгиевский, Демшинский, Дубовской, Дуровский, Каверинский, Мазейский, Нижне-Матренский, Новочеркутинский, Павловский, Петровский, Пушкинский, Сафоновский, Средне-Матренский, Талицкий, Тихвинский, Хворостянский.
Законом Липецкой области от 25 мая 2009 года Георгиевский сельсовет был упразднён и с 10 июня 2009 года влит в Березнеговатский сельсовет.
Законом Липецкой области от 13 мая 2014 года Сафоновский сельсовет был упразднён и с 12 мая 2014 года влит в Добринский сельсовет.
Законом Липецкой области от 16 ноября 2016 года, Павловский сельсовет был упразднён и с 1 декабря 2016 года влит в Новочеркутинский сельсовет.

## Официальные символы района

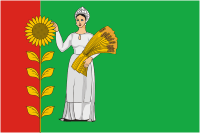

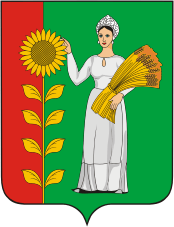

Флаг и Герб Добринского района утверждёны решением VII-й сессии районного Совета депутатов третьего созыва № 53-рс от 3 августа 2004 года.

## Население
| 1939    | 1959    | 1970    | 1979    | 1989    | 2002    | 2009    | 2010    | 2011    |
| ------- | ------- | ------- | ------- | ------- | ------- | ------- | ------- | ------- |
| 33 979  | ↗42 934 | ↗56 040 | ↘49 549 | ↘42 902 | ↘40 809 | ↘38 557 | ↘37 567 | ↘37 418 |
| 2012    | 2013    | 2014    | 2015    | 2016    | 2017    | 2018    | 2021    |         |
| ↘36 787 | ↘36 167 | ↘35 832 | ↘35 230 | ↘34 744 | ↘34 466 | ↘33 850 | ↘33 256 |         |

### Национальный состав
По итогам переписи населения 2020 года проживали следующие национальности (национальности менее 0,1 % и другое, см. в сноске к строке «Другие»):
| Национальность | Численность, чел. | Доля     |
| -------------- | ----------------- | -------- |
| Русские        | 31 988            | 96,19 %  |
| Армяне         | 200               | 0,60 %   |
| Украинцы       | 200               | 0,60 %   |
| Езиды          | 136               | 0,41 %   |
| Азербайджанцы  | 95                | 0,29 %   |
| Таджики        | 60                | 0,18 %   |
| Узбеки         | 45                | 0,14 %   |
| Цыгане         | 40                | 0,12 %   |
| Молдаване      | 40                | 0,12 %   |
| Другие         | 452               | 1,35 %   |
| Итого          | 33 256            | 100,00 % |

## Административно-муниципальное устройство
Добринский район, в рамках административно-территориального устройства области, включает 17 административно-территориальных единиц — 17 сельсоветов.
Добринский муниципальный район, в рамках организации местного самоуправления, включает 17 муниципальных образований со статусом сельских поселений:
| №  | Муниципальное образование  | Административный центр     | Количество населённых пунктов | Население, чел. | Площадь, км² |
| -- | -------------------------- | -------------------------- | ----------------------------- | --------------- | ------------ |
| 1  | Березнеговатский сельсовет | село Березнеговатка        | 10                            | ↘1132           | 131,07       |
| 2  | Богородицкий сельсовет     | ж.д. станция Плавица       | 5                             | ↘3759           | 43,69        |
| 3  | Верхнематрёнский сельсовет | село Верхняя Матрёнка      | 8                             | ↘1162           | 116,24       |
| 4  | Демшинский сельсовет       | село Демшинка              | 5                             | ↘628            | 51,44        |
| 5  | Добринский сельсовет       | посёлок Добринка           | 10                            | ↗9739           | 73,23        |
| 6  | Дубовской сельсовет        | село Дубовое               | 7                             | ↘1971           | 115,92       |
| 7  | Дуровский сельсовет        | село Дурово                | 5                             | ↘558            | 94,60        |
| 8  | Каверинский сельсовет      | село Паршиновка            | 4                             | ↘985            | 93,95        |
| 9  | Мазейский сельсовет        | село Мазейка               | 5                             | ↗1184           | 60,89        |
| 10 | Нижнематренский сельсовет  | село Нижняя Матрёнка       | 4                             | ↘1056           | 126,63       |
| 11 | Новочеркутинский сельсовет | село Новочеркутино         | 11                            | ↘1904           | 163,27       |
| 12 | Петровский сельсовет       | посёлок Совхоза Петровский | 8                             | ↘2341           | 122,89       |
| 13 | Пушкинский сельсовет       | село Пушкино               | 6                             | ↘1466           | 93,55        |
| 14 | Среднематренский сельсовет | село Средняя Матрёнка      | 6                             | ↘706            | 54,71        |
| 15 | Талицкий сельсовет         | село Талицкий Чамлык       | 4                             | ↘2481           | 122,28       |
| 16 | Тихвинский сельсовет       | деревня Большая Плавица    | 11                            | ↘876            | 70,10        |
| 17 | Хворостянский сельсовет    | ж.д. станция Хворостянка   | 7                             | ↗1308           | 75,60        |

## Населённые пункты
В Добринском районе 116 населённых пунктов.
| №   | Населённый пункт           | Тип          | Население | Муниципальное образование  |
| --- | -------------------------- | ------------ | --------- | -------------------------- |
| 1   | Никольское 2-е             | деревня      | 49        | Среднематрёнский сельсовет |
| 2   | Александровка              | село         | 388       | Новочеркутинский сельсовет |
| 3   | Александровка              | деревня      | 50        | Среднематрёнский сельсовет |
| 4   | Александровка 1-я          | деревня      | 131       | Демшинский сельсовет       |
| 5   | Александровка 2-я          | деревня      | 233       | Мазейский сельсовет        |
| 6   | Алексеевка                 | деревня      | ↘97       | Каверинский сельсовет      |
| 7   | Алексеевка                 | деревня      | 5         | Тихвинский сельсовет       |
| 8   | Андреевка                  | деревня      | 57        | Тихвинский сельсовет       |
| 9   | Аничково                   | деревня      | 77        | Тихвинский сельсовет       |
| 10  | Архиповка                  | деревня      | 9         | Новочеркутинский сельсовет |
| 11  | Асташевка                  | деревня      | 27        | Среднематрёнский сельсовет |
| 12  | Белоносовка                | деревня      | 50        | Березнеговатский сельсовет |
| 13  | Березнеговатка             | село         | 605       | Березнеговатский сельсовет |
| 14  | Березовка                  | деревня      | 35        | Верхнематрёнский сельсовет |
| 15  | Благодать                  | деревня      | 199       | Богородицкий сельсовет     |
| 16  | Богородицкое               | село         | 331       | Богородицкий сельсовет     |
| 17  | Большая Отрада             | село         | 273       | Пушкинский сельсовет       |
| 18  | Большая Плавица            | деревня      | 509       | Тихвинский сельсовет       |
| 19  | Большие Отрожки            | деревня      | 64        | Демшинский сельсовет       |
| 20  | Боровское                  | село         | 148       | Тихвинский сельсовет       |
| 21  | Бредихино                  | деревня      | 7         | Березнеговатский сельсовет |
| 22  | Бредихины Отруба           | деревня      | 5         | Березнеговатский сельсовет |
| 23  | Брянский                   | посёлок      | 13        | Добринский сельсовет       |
| 24  | Васильевка                 | село         | 188       | Петровский сельсовет       |
| 25  | Верхняя Матрёнка           | село         | 921       | Верхнематрёнский сельсовет |
| 26  | Веселовка                  | деревня      | 31        | Пушкинский сельсовет       |
| 27  | Воля                       | деревня      | 6         | Верхнематрёнский сельсовет |
| 28  | Воскресеновка              | деревня      | 79        | Добринский сельсовет       |
| 29  | Востряковка                | деревня      | 32        | Дуровский сельсовет        |
| 30  | Георгиевка                 | деревня      | 256       | Березнеговатский сельсовет |
| 31  | Георгиевка                 | деревня      | 186       | Павловский сельсовет       |
| 32  | Данковка                   | деревня      | 0         | Березнеговатский сельсовет |
| 33  | Демшинка                   | село         | 405       | Демшинский сельсовет       |
| 34  | Добринка                   | посёлок      | ↘8965     | Добринский сельсовет       |
| 35  | Дубовое                    | село         | 611       | Дубовской сельсовет        |
| 36  | Дурово                     | село         | 449       | Дуровский сельсовет        |
| 37  | Евлановка                  | деревня      | 111       | Павловский сельсовет       |
| 38  | Елизаветинка               | деревня      | 57        | Среднематрёнский сельсовет |
| 39  | Забитюжье                  | деревня      | ↘1        | Талицкий сельсовет         |
| 40  | Заря                       | деревня      | ↘372      | Мазейский сельсовет        |
| 41  | Заря                       | деревня      | ↘38       | Пушкинский сельсовет       |
| 42  | Ивановка                   | село         | 162       | Дубовской сельсовет        |
| 43  | Казельки                   | деревня      | 11        | Хворостянский сельсовет    |
| 44  | Киньшино                   | деревня      | 103       | Добринский сельсовет       |
| 45  | Коновка                    | деревня      | 51        | Среднематрёнский сельсовет |
| 46  | Кооператор                 | посёлок      | 393       | Добринский сельсовет       |
| 47  | Кочегуровка                | деревня      | 93        | Павловский сельсовет       |
| 48  | Кочетовка                  | деревня      | 36        | Павловский сельсовет       |
| 49  | Красная Рада               | деревня      | 31        | Нижнематрёнский сельсовет  |
| 50  | Курлыковка                 | деревня      | 2         | Нижнематрёнский сельсовет  |
| 51  | Ландышевка                 | деревня      | 44        | Верхнематрёнский сельсовет |
| 52  | Лебедянка                  | село         | 280       | Березнеговатский сельсовет |
| 53  | Мазейка                    | село         | 412       | Мазейский сельсовет        |
| 54  | Малая Матрёнка             | деревня      | 97        | Верхнематрёнский сельсовет |
| 55  | Малая Отрада               | деревня      | 36        | Пушкинский сельсовет       |
| 56  | Малая Плавица              | деревня      | 11        | Тихвинский сельсовет       |
| 57  | Матвеевка                  | деревня      | 132       | Березнеговатский сельсовет |
| 58  | Московка                   | деревня      | 83        | Талицкий сельсовет         |
| 59  | Наливкино                  | деревня      | 107       | Демшинский сельсовет       |
| 60  | Наливкино                  | деревня      | 96        | Добринский сельсовет       |
| 61  | Натальино                  | деревня      | 90        | Дуровский сельсовет        |
| 62  | Нижнематренские Выселки    | деревня      | 13        | Дуровский сельсовет        |
| 63  | Нижняя Матрёнка            | село         | 744       | Нижнематрёнский сельсовет  |
| 64  | Никанорово                 | деревня      | 12        | Добринский сельсовет       |
| 65  | Николаевка                 | деревня      | 328       | Петровский сельсовет       |
| 66  | Никольское                 | село         | ↘30       | Хворостянский сельсовет    |
| 67  | Никольское 2-е             | деревня      | 18        | Тихвинский сельсовет       |
| 68  | Новая                      | деревня      | 50        | Верхнематрёнский сельсовет |
| 69  | Новая Жизнь                | деревня      | 27        | Хворостянский сельсовет    |
| 70  | Новопетровка               | село         | 542       | Петровский сельсовет       |
| 71  | Новочеркутино              | село         | 500       | Новочеркутинский сельсовет |
| 72  | Новый Свет                 | посёлок      | 26        | Дубовской сельсовет        |
| 73  | Ольговка                   | деревня      | 484       | Богородицкий сельсовет     |
| 74  | Ольховка                   | село         | 374       | Нижнематрёнский сельсовет  |
| 75  | Ольшанка                   | деревня      | ↘21       | Хворостянский сельсовет    |
| 76  | Отскочное                  | село         | 170       | Дуровский сельсовет        |
| 77  | Павловка                   | село         | 312       | Павловский сельсовет       |
| 78  | Падворские Выселки         | село         | 21        | Хворостянский сельсовет    |
| 79  | Панино-Липецкое            | деревня      | 29        | Демшинский сельсовет       |
| 80  | Паршиновка                 | село         | ↘964      | Каверинский сельсовет      |
| 81  | Петровка                   | деревня      | 23        | Каверинский сельсовет      |
| 82  | Петровка                   | деревня      | 64        | Тихвинский сельсовет       |
| 83  | Плавица                    | ж.д. станция | ↘2883     | Богородицкий сельсовет     |
| 84  | Плоская Вершина            | деревня      | 54        | Верхнематрёнский сельсовет |
| 85  | Поддубровка                | деревня      | 67        | Мазейский сельсовет        |
| 86  | Покровка                   | деревня      | 10        | Петровский сельсовет       |
| 87  | Покровка                   | деревня      | 40        | Тихвинский сельсовет       |
| 88  | Политотдел                 | посёлок      | 300       | Петровский сельсовет       |
| 89  | Посёлок имени Ильича       | посёлок      | 419       | Павловский сельсовет       |
| 90  | Посёлок Совхоза Петровский | посёлок      | 1304      | Петровский сельсовет       |
| 91  | Приозёрное                 | село         | 164       | Верхнематрёнский сельсовет |
| 92  | Пролетарий                 | посёлок      | 221       | Богородицкий сельсовет     |
| 93  | Пушкино                    | село         | 1091      | Пушкинский сельсовет       |
| 94  | Ржавец                     | деревня      | 48        | Петровский сельсовет       |
| 95  | Ровенка                    | село         | ↘165      | Каверинский сельсовет      |
| 96  | Русаново                   | деревня      | 22        | Тихвинский сельсовет       |
| 97  | Садовая                    | деревня      | 10        | Дубовской сельсовет        |
| 98  | Салтычки                   | село         | 237       | Хворостянский сельсовет    |
| 99  | Сафоново                   | село         | 11        | Добринский сельсовет       |
| 100 | Сергеевка                  | деревня      | 29        | Дубовской сельсовет        |
| 101 | Скучаи                     | деревня      | 0         | Добринский сельсовет       |
| 102 | Слава                      | деревня      | 108       | Пушкинский сельсовет       |
| 103 | Смеловка                   | деревня      | 95        | Павловский сельсовет       |
| 104 | Сомовка                    | деревня      | 3         | Новочеркутинский сельсовет |
| 105 | Софьино                    | деревня      | 769       | Дубовской сельсовет        |
| 106 | Сошки-Кривки               | деревня      | 154       | Мазейский сельсовет        |
| 107 | Среднее                    | село         | 1         | Петровский сельсовет       |
| 108 | Средняя Матрёнка           | село         | 585       | Среднематрёнский сельсовет |
| 109 | Студенка                   | деревня      | 119       | Березнеговатский сельсовет |
| 110 | Талицкий Чамлык            | село         | 2069      | Талицкий сельсовет         |
| 111 | Тихвинка                   | село         | 87        | Тихвинский сельсовет       |
| 112 | Федоровка                  | деревня      | 144       | Добринский сельсовет       |
| 113 | Хворостянка                | ж.д. станция | ↘1078     | Хворостянский сельсовет    |
| 114 | Хворостянка                | село         | ↘708      | Дубовской сельсовет        |
| 115 | Чамлык-Никольское          | село         | 826       | Талицкий сельсовет         |
| 116 | Ярлуково                   | деревня      | 47        | Березнеговатский сельсовет |

## Транспорт

### Железнодорожный
Через район проходит Юго-Восточная железная дорога. Участок относится к Грязинской дистанции пути (ПЧ-1) Мичуринского региона.
Железнодорожные станции:
Хворостянка
Плавица
Добринка

### Автомобильный
По южно-восточной границе района проходит федеральная трасса Р-193 Воронеж — Тамбов

## Культура

### Музей хлеба
Торжественное открытие музея состоялось 24 ноября 2017 г.
На момент открытия — единственный в Липецкой области и 4-й в России.

### Межрегиональный фестиваль «Поет гармонь надБитюгом»
Организатор — заслуженный работник культуры Российской Федерации Виктор Павлович Першин.
Первый фестиваль состоялся 2-3 июня 2012 года территории Талицкого сельсовета.
В 2013 году фестиваль «Поет гармонь над Битюгом» получил статус межрегионального .
В фестивале принимают участие гармонисты, творческие коллективы и частушечники из Липецкой, Воронежской, Тамбовской, Московской, Волгоградской, Пензенской, Тульской, Самарской, Ростовской, Орловской, Новосибирской областей, Алтайского края, республики Удмуртия и других регионов России.  Как правило, посещают более 5000 тысяч человек.
Седьмой межрегиональный фестиваль стал лауреатом Национальной премии в области событийного туризма «RUSSIAN EVENT AWARDS» в номинации «Лучшее туристическое событие в области культуры (фестивали, конкурсы, концерты, карнавалы, спектакли; открытие музеев, театров, выставочных залов)».

### XIII Липецкий пленэр «Просторы Добринской весны»
4 по 23 марта 2017 года на территории района проходил пленэр художников ЦФО.
Творческим руководителем пленэра был Юрий Орлов — заслуженный художник России, заместитель председателя живописной комиссии ВТОО «Союз художников России».
По итогам были организованы выставки картин в поселке Добринка, Липецке и Москве, а также издан каталог художественных произведений.

### Достопримечательности

#### Памятники археологии
В Добринском районе расположены 136 памятников археологии, датируемые от периода верхнего палеолита до раннего железного века.
Часть памятников изучены в ходе археологических раскопок.
В кургане у с. Плавица (работы Е. Н. Мельникова, 2001 г.) обнаружено погребение знатного воина абашевского времени. Среди погребального инвентаря ритуальная орнаментированная глиняная посуда, а также бронзовое копье — редчайший случай в захоронениях этой эпохи.
В с. Ровенка исследованы захоронения женщины и ребенка катакомбной эпохи (Е. Н. Мельников, 2002) .
В с. Чамлык-Никольское были проведены раскопки кургана срубной археологической культуры (рук. Е. Н. Мельников). В Институте антропологии Российской академии наук был воссоздан облик женщины, обнаруженной в кургане.

#### Список объектов культурного наследия, стоящих на государственной охране

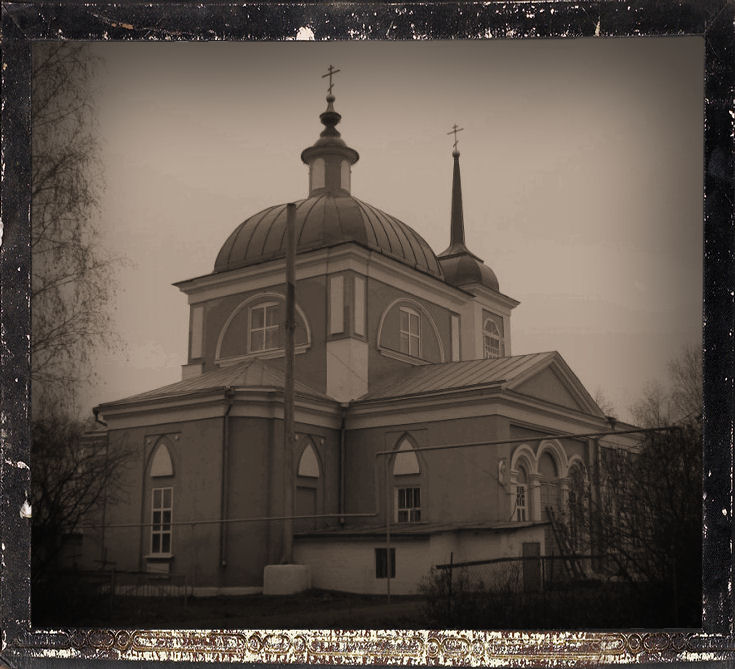
Покровская церковь с. Павловка Добринского района

1. Церковь Казанской Божьей Матери, 1907 г. , с. Богородицкое,  памятник архитектуры (региональный)
2. Церковь Михаила Архангела, 1892 г., с. Демшинка  памятник архитектуры (региональный)
3. Церковь Иоанна Предтечи, 1797 г., с. Ивановка, архитектор Н. А. Львов  памятник архитектуры (региональный)
4. Колокольня, 1836 г. ?, с. Ивановка, авторство приписывается итальянскому архитектору Томмазо Адамини  памятник архитектуры (региональный)
5. Церковь Покрова Пресвятой Богородицы, 1826 г. , с. Ольховка  памятник архитектуры (региональный)
6. Церковь Покровская, 1806, с. Павловка  памятник архитектуры (региональный)
7. Церковь Дмитрия Ростовского, 1800—1850 гг., с. Пушкино  памятник архитектуры (региональный)
8. Церковь Покровская, 1800, с. Сафоново  памятник архитектуры (региональный)[44].

#### Падающая башня
В п. Политотдел находится падающая водонапорная башня, архитектурный артефакт советской эпохи. Башня была построена в 1955 году. Башня накренилась в середине 1970-х годов. Угол падения башни никто не замерял, однако он явно больше, чем у знаменитой Пизанской.
В 2013 году была номинирована в мультимедийном проекте-конкурсе «Россия 10». По итогам голосования за нее проголосовало 10 948 человек и заняла 51 место в ЦФО и 2-е место в Липецкой области.
В 2017 году включена в ТОП-10 туристических достопримечательностей Липецкой области.

## СМИ
В район выходит газета «Добринские вести». Работает «Радио России — Добринка», филиал государственной радиовещательной компании «Радио России».

## Особо охраняемые природные территории
| Наименование ООПТ       | категория                          | профиль                  | год создания | площадь, га | значимость |
| ----------------------- | ---------------------------------- | ------------------------ | ------------ | ----------- | --- |
| Долина р. Битюг         | государственный природный заказник | ландшафтный              | 14.07.1998   | 2305,4      | Эталонный участок долины р. Битюг, место нахождения редких видов растений и животных, в том числе обитание выхухоли, концентрации на пролетах водно-болотных видов птиц, в том числе до 1000—2000 особей серого гусей |
| Болото Разрезное        | памятник природы                   | ландштафно-биологически  | 15.07.1993   | 16,8        | создана для сохранения редкого в ландшафтном и биологическом отношениях водораздельного сфагнового болота озерного происхождения. Возраст образования — голоцен. Характерно произрастание северных видов растений. Внесено ЮНЕСКО в список охраняемых природных объектов «ТЕЛМА». |
| Болото Попово           | памятник природы                   | ландштафно-биологический | 15.07.1993   | 4,7         | создана для сохранения редкого в ландшафтном и биологическом отношениях водораздельного сфагнового болота озерного происхождения. Характерно произрастание редких северных видов растений. Внесено ЮНЕСКО в список охраняемых природных объектов «ТЕЛМА». |
| Добринские болота       | памятник природы                   | ландштафно-биологический | 15.07.1993   | 194,6       | создана для сохранения болотно-галофитного водораздельного комплекса с хорошо сохранившимися солонцами, солодями, болотами и лугами, с богатым набором редких для области видов растений. Имеет важное ландшафтное, ботаническое и научное значение. Предложено к охране в качестве ботанического памятника природы как уникальный галофильный комплекс, представляющий основную флористическую особенность Усманско-Матырского ботанико-географического района |
| Солонцы у с. Наливкино  | памятник природы                   | ландштафно-биологический | 14.07.1998   | 300,0       | создана для сохранения комплекса засоленных лугов, солончаков, заболоченных западин и озер, осиновых кустов, расположенного на водоразделе рек Плавица и Чамлык. Сохраняется богатый галофильный флористический комплекс |
| Солонец Цыганское озеро | памятник природы                   | ландштафно-биологический | 14.07.1998   | 649,9       | создана для сохранения комплекса засоленных лугов, солончаков, заболоченных западин и озер на водоразделе рек Битюг и Плавица. Сохраняется богатый галофильный флористический комплекс, редкий на территории области. |

## Полезные месторождения
| №  | Месторождение                                               | Полезные ископаемые | Сельское поселение         |
| -- | ----------------------------------------------------------- | ------------------- | -------------------------- |
| 1  | Демшинский участок                                          | глина               | Демшинский сельсовет       |
| 2  | Забитюжская залежь строительных песков                      | песок               | Талицкий сельсовет         |
| 3  | Забитюжский поисково-оценочный участок строительных песков  | песок               | Талицкий сельсовет         |
| 4  | Западный участок Паршиновского месторождения кирпичных глин | глина, суглинок     | Каверинский сельсовет      |
| 5  | Месторождение кирпичных суглинков «Красный Октябрь»         | суглинок            | Каверинский сельсовет      |
| 6  | Наливкинский участок песков                                 | песок               | Добринский сельсовет       |
| 7  | Новочеркутинское месторождение строительных песков          | песок               | Новочеркутинский сельсовет |
| 8  | Паршиновский участок глин                                   | глина, суглинок     | Каверинский сельсовет      |
| 9  | Петровское месторождение кирпичных глин                     | глина, суглинок     | Каверинский сельсовет      |
| 10 | Чамлык-Никольский участок глин                              | глина, суглинок     | Талицкий сельсовет         |
| 11 | Чамлык-Никольское месторождение строительных песков         | песок               | Талицкий сельсовет         |
| 12 | Чамлык-Талицкое месторождение кирпичного сырья              | глина, суглинок     | Талицкий сельсовет         |

## Известные уроженцы
В Добринском районе родились писатели А. А. Бахарев, В. А. Титов, С. Н. Терпигорев, В. Д. Соколов. В 1888—1889 годах на станции Добринка работал ночным сторожем А. М. Горький. В селе Новочеркутино, в своем имении, многие годы прожил князь, русский хоровой дирижер, композитор Ю. Н. Голицын. В селе Хворостянка в усадьбе своего деда А. С. Мазараки  провела детские и юношеские годы народная артистка СССР Н. А. Обухова.
Семь уроженцев Добринского района удостоены звания Героя Советского Союза в годы Великой Отечественной войны: Нестеров С. К., Григоров И. А., Калинин И. А., Путилин В. С., Макаренков И. М., Чирков Ф. Т., Дрикалович Н. Н. Трое — Назаркин С. Н., Цыганов Д. А. и Цаплин А. И. стали Полными Кавалерами ордена Славы.